# Шепетівська волость
Шепетівська волость — адміністративно-територіальна одиниця Ізяславського повіту Волинської губернії з центром у містечку Шепетівка. 
Наприкінці ХІХ ст. до складу волості відійшли села Вовківці, Городище та Пашуки ліквідованої Городищенської волості.
Станом на 1886 рік складалася з 7 поселень, 7 сільських громад. Населення — 4952 осіб (2406 чоловічої статі та 2546 — жіночої), 491 дворове господарство.
|                     | Площа, десятин | У тому числі орної, десятин |
| ------------------- | -------------- | --------------------------- |
| Сільських громад    | 4504           | 3165                        |
| Приватної власності | 7239           | 1349                        |
| Іншої власності     | 286            | 152                         |
| Загалом             | 12029          | 4666                        |

Поселення волості:
- Шепетівка — колишнє власницьке містечко при річці Гуска, 1905 осіб, 200 дворів; волосне правління (20 верст від повітового міста); православна церква, католицька каплиця, синагога, 2 єврейських молитовних будинки, лікарня, 4 постоялих двори, трактир, 29 лавок, 4 ярмарки, завод штучних мінеральних вод. За 1 версту - бурякоцукровий, 2 цегельних та черепичний заводи. За 3 версти - станція залізниці.
- Жилинці — колишнє власницьке село, 174 особи, 42 двори, православна церква, постоялий будинок.
- Клементовичі — колишнє власницьке село, 67 осіб, 7 дворів, постоялий будинок, млин, лісопильний завод.
- Плесна — колишнє власницьке село, 639 осіб, 79 дворів, православна церква, постоялий будинок.
- Пліщин — колишнє власницьке село, 745 осіб, 99 дворів, православна церква, постоялий будинок, водяний млин.